# Обман (фильм, 1946)
«Обман» (англ. Deception) — американский фильм в жанре нуаровая мелодрама режиссёра Ирвинга Рэппера, который вышел на экраны в 1946 году.
В основу сценария фильма положена пьеса Луи Вернейля «Господин Ламбертье» (1927), сценарий написали Джон Коллиер и Джозеф Тэн. Фильм рассказывает о пианистке (Бетт Дейвис), которая из страха, что её муж, талантливый виолончелист (Пол Хенрейд) узнает о её прошлой связи со знаменитым композитором (Клод Рейнс), сначала всячески обманывает мужа, но в итоге, не справившись с психологическим напряжением, убивает композитора.
Этот фильм стал второй совместной работой режиссёра Ирвинга Рэппера с кинозёздами Бетт Дейвис, Полом Хенрейдом и Клодом Рейнсом после успеха их фильма «Вперёд, путешественник» (1942).

## Сюжет
Действие происходит в Нью-Йорке вскоре после окончания Второй мировой войны. На пианистку Кристин Рэдклифф (Бетт Дейвис) производит сильнейшее эмоциональное впечатление концерт талантливого виолончелиста Карела Новака (Пол Хенрейд) в одном из студенческих залов города. После концерта она заходит в гримёрку Карела, где становится ясно, что когда-то в Европе у них был страстный роман, однако во время войны они потеряли связь друг с другом. Кристин уже несколько лет живёт в Америке, а Карел только недавно приехал из Европы в поисках возможности реализовать свой талант. После концерта Кристин приглашает Карела в свой шикарный пентхаус, где сразу же с энтузиазмом начинает говорить об их предстоящей свадьбе. Карел с недоумением замечает, что квартира обставлена дорогой мебелью и ценными произведениями искусства, а в гардеробе висят меха и роскошная одежда. Темпераментный Карел набрасывается на Кристин, полагая, что все эти дорогие вещи приобретены на деньги любовников, однако она неуверенно объясняет, что это подарки богатых учеников, с которыми она занимается музыкой. На следующее утро Кристин говорит по телефону с известным композитором Александером Холлениусом (Клод Рейнс), сообщая ему о предстоящей свадьбе с Карелом, что вызывает у того явное недовольство. Во время свадьбы Холлениус неожиданно появляется в пентхаусе Кристин, нарушая весёлую и комфортную атмосферу. Карел заключает для себя, что такое поведение композитора вызвано ревностью, кроме того, он узнаёт от Холлениуса, что у Кристин никогда не было учеников.
На следующий день Кристин приезжает к Холлениусу в его великолепный особняк, умоляя его не рассказывать Карелу ничего об их отношениях, так как это может разрушить брак с Карелом и его музыкальную карьеру. Вскоре после этого, несмотря на уверения Кристин, что Холлениус был для неё лишь учителем, Карел приходит к композитору, рассчитывая застать там свою жену. К своему удивлению, он обнаруживает Холлениуса за прослушиванием записи, которую Карел сделал до войны. Композитор настолько впечатлён талантом Карела, что предлагает ему исполнить в качестве солиста свой новый концерт для виолончели с оркестром. Когда Кристин узнаёт, что Карел готовится репетировать концерт Холлениуса, она решает, что Холлениус намеренно привлёк Карела, чтобы во время совместной работы психически уничтожить Карела и разрушить его карьеру. Её опасения только усиливаются, когда Карел возвращается домой после первой репетиции, которую проводил Холлениус, возмущаясь диктаторскими замашками композитора. Кристин пытается предупредить Карела о возможных проблемах в отношениях с Холлениусом, однако по-прежнему не решается рассказать мужу о том, что её связывало с Холлениусом в прошлом.
На следующий день Кристин приезжает домой к Холлениусу, умоляя его не выплескивать свой гнев на Карела из-за того, что она вышла за него замуж. Однако Холлениус издевательски отвечает ей, что для него главным является музыка, и он уверен, что Карел сыграет его концерт хорошо, при этом убеждая её саму рассказать мужу правду об их отношениях. Уходя, Кристин встречает в прихожей Бертрама Гриббла (Джон Эбботт), первого виолончелиста оркестра, обоснованно предполагая, что Холлениус намеревается заменить им Карела. Позднее Кристин встречается с Грибблом наедине, предлагая ему деньги за отказ от исполнения концерта, однако Гриббл не соглашается. На генеральной репетиции, которой дирижирует сам Холлениус, композитор поручает исполнение концерта Карелу, однако своими провокационными действиями выводит виолончелиста из себя, после чего выгоняет Карела из зала и ставит на его место Гриббла.
В день премьеры после того, как Карел отправляется в концертный зал, Кристин ещё раз приезжает к Холлениусу и просит его пообещать, что он не расскажет Карелу об их отношениях, и когда Холлениус отказывается, она стреляет в него. Затем она устраивает всё так, чтобы убийство выглядело как самоубийство, после чего отправляется на концерт. Ввиду отсутствия Холлениуса концертом дирижирует второй дирижёр. Карел играет превосходно, что обещает ему успешную музыкальную карьеру в Америке. После концерта в гримёрке Кристин сознаётся Карелу в убийстве, а также рассказывает ему правду о своих отношениях с Холлениусом. Карел просит сохранить убийство в тайне, но Кристин, которая в итоге устала от своего обмана, говорит, что тогда они никогда не смогут смотреть друг другу в глаза. С намерением пойти в полицию и всё рассказать пара проходит сквозь толпу восхищённых поклонников Карела.

## В ролях
- Бетт Дейвис — Кристин Рэдклифф
- Пол Хенрейд — Карел Новак
- Клод Рейнс — Александер Холлениус
- Джон Эбботт — Бертрам Гриббл
- Бенсон Фонг — слуга Холлениуса

## Создатели фильма и исполнители главных ролей
В 1942 году режиссёр Ирвинг Рэппер вместе с актёрами Бетт Дейвис, Клодом Рейнсом и Полом Хенрейдом поставил мелодраму «Вперёд, путешественник» (1942), которая принесла значительный коммерческий успех. В данной картине они повторно работают вместе, но, по словам киноведа Хэла Эриксона, с менее убедительными результатами. В 1930-е годы Рэппер в качестве ассистента режиссёра неоднократно работал с Дейвис над такими фильмами, как спортивная драма «Кид Галахад» (1937), мелодрама «Сёстры» (1938), биографический фильм «Хуарес» (1939) и мелодрама «Всё это и небо в придачу» (1940). Став главным режиссёром, Рэппер поставил с ней в общей сложности четыре фильма, среди них, помимо упомянутых выше, социальная мелодрама «Кукуруза зелена» (1945) об учительнице в небольшом шахтёрском городке, а позднее — детективный триллер «Яд другого человека» (1951).
С 1935 по 1945 год Дейвис находилась на вершине успеха, свидетельством чего стали завоёванные ей два Оскара и ещё шесть номинаций на Оскар за исполнение главных ролей в таких фильмах, как драма по Сомерсету Моэму «Бремя страстей человеческих» (1934), мелодрама «Опасная» (1935), историческая мелодрама «Иезавель» (1938), мелодрама «Победить темноту» (1939), фильм нуар «Письмо» (1940), драма по пьесе Лилиан Хеллман «Лисички» (1941), мелодрамы «Вперёд, путешественник» (1942) и «Мистер Скеффингтон» (1944). Как отмечает Эриксон, в 1946 году у Бетт Дейвис обозначился переход от ролей её классического периода к более сложным работам. По словам критика Фостера Хирша, «в зрелые тридцать восемь» она уже более не могла убедительно быть девственной молодой женщиной, как несколько лет назад. Тем не менее, ей удалось найти свой новый экранный образ, подтверждением чего стали ещё три номинации на Оскар за драмы «Всё о Еве» (1950), «Звезда» (1952) и «Что случилось с Бэби Джейн?» (1962). Во всех трёх фильмах она в той или иной степени сыграла звезду шоу-бизнеса, лучшие годы которой остались в прошлом.
Пол Хенрейд более всего известен ролью борца сопротивления в мелодраме военного времени «Касабланка» (1942), он также сыграл в военном триллере «Ночной поезд в Мюнхен» (1940), военной мелодраме «Жанна Парижская» (1942), фэнтези-мелодраме «Между двух миров» (1944), военном шпионском триллере «Конспираторы» (1944), а также в фильме нуар «Бессмысленный триумф» (1948). Позднее, уже в качестве режиссёра Хенрейд поставил успешный психологический триллер «Двойник» (1964), главную роль в котором исполнила Дейвис.
Клод Рейнс четырежды номинировался на Оскар за роли второго плана в политической сатире «Мистер Смит едет в Вашингтон» (1939), фильмах «Касабланка» (1942) и «Мистер Скиффингтон» (1944), а также в шпионском триллере Хичкока «Дурная слава» (1946). Кроме того, Рейнс известен исполнением главных ролей в фильмах ужасов «Чeловек-невидимка» (1933) и «Чeловек-волк» (1941), а также в фильмах нуар «Они не забудут» (1937), «Они сделали меня преступником» (1939) и «Вне подозрений» (1947). Вместе с Дейвис он также играл в биографическом фильме «Хуарес» (1939) и в мелодраме «Мистер Скеффингтон» (1944), а с Хенрейдом — в приключенческом нуаровом триллере «Верёвка из песка» (1946).

## История создания фильма
В основу фильма положена пьеса французского драматурга Луи Вернейля «Господин Ламбертье» (1928), которая 22 октября 1928 года под названием «Ревность» впервые была поставлена на Бродвее. Спектакль имел успех, выдержав 136 представлений. 1 октября 1946 года спектакль повторно вышел на Бродвее под названием «Страсть», выдержав 31 представление. В пьесе, как и в обоих спектаклях, было только два действующих лица, а композитор фигурировал лишь как голос по телефону.
В 1929 году по мотивам пьесы был поставлен ранний звуковой фильм Жана Де Лимура «Ревность» (1929), главные роли в котором исполнили Джинн Иглс и Фредерик Марч. Сюжет фильма был существенно изменён, а количество действующих лиц значительно расширено. Фильм ныне считается утерянным . В 1946 году студия Warner Bros. купила пьесу Вернейля для постановки фильма с участием Пола Хенрейда и Барбары Стэнвик, которую вскоре заменили на Бетт Дейвис. По информации «Голливуд репортер» от 13 февраля 1946 года, Дейвис была против рабочего названия фильма «Её совесть», а называть картину «Ревность» было нельзя, поскольку незадолго до того студия Republic Pictures Corporation выпустила свой фильм с таким названием. Кроме того, как вспоминала позднее Дейвис, она пыталась убедить руководство студии сделать фильм с двумя персонажами, как это и было в пьесе, однако это предложение принято не было.
Как писал в 1946 году кинообозреватель «Нью-Йорк таймс» Босли Кроутер, фильм поставлен по той же пьесе Вернейля, что и спектакль «Страсть», который в тот момент шёл на Бродвее. В пьесе мужчина, которого бросает героиня ради возлюбленного, ни разу не появляется на сцене. В фильме же по сравнению со спектаклем существенно расширено число действующих лиц и используемых декораций, однако в принципе он рассказывает в значительной степени ту же самую историю, что и театральная постановка с двумя персонажами в одной декорации. Основное отличие фильма заключается в том, что в спектакле убийство совершает ревнивый супруг героини, что, по мнению Кроутера, имеет больше смысла. Эриксон также отмечает, что помимо расширения числа действующих лиц студия пошла ещё на некоторые изменения в сценарии «ради потребностей голливудского звёздного кино», в частности, сделав убийцей героиню. Такое изменение, вероятно, связано с тем, что голливудский Производственный кодекс не мог допустить, чтобы женщина нашла своё счастье после многих лет внебрачного секса.
Во время съёмок много внимания было уделено показу виртуозной игры на музыкальных инструментах. Чтобы выглядеть в кадре правдоподобно, Дейвис, которая в детстве занималась фортепиано, репетировала перед съёмками по три часа в день. Тем не менее, за кадром вместо неё пьесу сыграл профессиональный пианист Шура Черкасский. В сценах, где Пол Хенрейд играет на виолончели, его руки привязывали за спиной, и на крупных планах показывались руки двух профессиональных виолончелистов — один из них просовывал сквозь рукав Хенрейда свою правую руку и работал смычком, второй просовывал руку сквозь левый рукав Хенрейда и прижимал струны.

## Оценка фильма критикой

### Общая оценка фильма
Картина вызвала противоречивые отклики как сразу после выхода на экраны, так и впоследствии. Критики обращали внимание на то, что, несмотря на стремление наполнить её нуаровыми образами и страстями, картина практически не выходит за рамки жанра традиционной женской мелодрамы в среде академической музыки. Актёрская игра Дейвис с оговорками была оценена позитивно, работа Рейнса привела критиков в восторг, а игра Хенрейда была оценена как вялая и безжизненная.
После выхода картины на экраны журнал «Variety» оценил её позитивно, назвав «историей супружеской лжи, приводящей к убийству, которая даёт Бетт Дейвис мощные возможности для раскрытия своего актёрского таланта». Сюжет подкреплён щедрым производственным потенциалом, сильным исполнением истории, имеющей ярко выраженную женскую направленность, а также умной постановочной работой. С другой стороны, Кроутер негативно отозвался о фильме, заявив, что «проблема фильма заключается в его полной искусственности». По мнению критика, картина сделана главным образом с единственным намерением продемонстрировать эмоциональный диапазон Бетт Дейвис, дав ей возможность сыграть встревоженную и мучимую любовью даму. Другой ошибкой, по мнению Кроутера, стал выбор старой пьесы Луи Вернейля, и внесение в неё изменений, в результате которых «муж оказывается ужасным неумёхой, который в итоге добивается успеха, при этом убийство женой своего бывшего любовника кажется абсолютно необоснованным». А постановка Рэппера, несмотря на свой эмоциональный размах, не вкладывает никакого реального смысла в надуманную тему фильма.
Современный киновед Спесер Селби назвал картину умной мелодрамой из музыкального мира с явно нуаровыми проявлениям чувств , а Майк Кини посчитал, что хотя фильм медленный, тем не менее он достоин просмотра благодаря отличной игре Рейнса. Журнал «TimeOut», сравнивая эту картину с «Вперёд, путешественник» (1942), характеризует её как «ещё одно купание в чувствах — „женскую картину“ в своём историческом зените, однако с ещё более чрезмерными страстями». По мнению журнала, атмосферу картины точно передают очевидная театральность в концертном зале, преступление страсти в гостиной и постоянный дождь на улицах Манхэттена. Гленн Эриксон подчёркивает, что хотя «действие фильма происходит в изысканном мире классической музыки, однако в его основе лежит чистая мыльная опера. А недостаток коммерческого успеха фильма можно отнести за счёт возвышенной среды классической музыки, включающей впечатляющий концерт Корнгольда, который отвлекает от основной линии фильма. Но главная его проблема заключается в том, что ни один из персонажей не является особенно приятным». Тем не менее, по мнению Эриксона, даже несмотря на проблемы с самой историей, «у поклонников будет масса причин насладиться фильмом». Крейг Батлер вообще полагает, что «мелодрамы не бывают более мыльными, чем „Обман“. И если это означает, что фильм нельзя квалифицировать как искусство, это не мешает тому, чтобы хорошо провести время за его просмотром — если, конечно, вы готовы настроиться на правильное настроение». Деннис Шварц назвал картину «вымученной любовной мелодрамой» на фоне классической музыки, с безвкусными репликами из мыльной оперы и возбуждёнными сценами в концертном зале, в которой ни один из персонажей не вызывает симпатии, а Дейвис переигрывает как никогда. И всё же эта нелепая похожая на оперу история поразительным образом доставляет наслаждение, если рассматривать её как манерную и претенциозную театральную драму и даже как комедию.

### Оценка работы режиссёра и творческой группы
Батлер считает, что режиссёрская работа Рэппера далеко не так хороша, как в картине «Вперёд, путешественник», тем не менее, он достигает нужного эффекта и выполнена в приятном для зрителя стиле. По мнению Эриксона, Рэппер уверенно поставил картину, дав Дейвис и Рейнсу все возможности, чтобы проявить свою необычную творческую индивидуальность. Оба критика также высоко оценили операторскую работу Эрнеста Халлера, которая усиливает картину.
«Variety» особенно обратил внимание на значимость музыки в этом фильме, которую написал признанный композитор Эрих Вольфганг Корнгольд, отметив, что «музыка Корнгольда и его концерт для виолончели стали выдающимися достижениями». Тем не менее, по мнению негативно воспринявшего фильм Кроутера, музыка Корнгольда в «качестве концерта, ставшего сенсацией, впечатляет не более, чем сам фильм». Эриксон назвал музыку Корнгольда «внушительной», с другой стороны, Батлер посчитал, что современные зрители «могут посчитать её немного чрезмерной».

### Оценка работы актёров
Особое внимание критика уделила игре актёрского состава, особенно работам Бетт Дейвис и Клода Рейнса. И хотя фильм поставлен в первую очередь как демонстрация драматического таланта Дейвис, по мнению многих специалистов, Рейнс переигрывает её. В частности, журнал «Variety» заключил, что «Дейвис играет во всю свою силу, полностью используя свой драматический талант. Однако это фильм не только её. Клод Рейнс в роли пожилого учителя и спонсора занимает значительное место в картине, отлично проявляя свои актёрские способности. Вместе с тем, Пол Хенрейд уступает им, хотя и исполняет без изъянов свою довольно бесцветную роль».
Кроутер написал, что «хотя Дейвис и высококвалифицированная актриса (а, может быть, нас просто приучили верить в это), но лучше бы ей давали хорошие истории. Получив роль встревоженной и мучимой любовью дамы, она извивается всем телом и вращает глазами, что уже давно хорошо знакомо зрителю по её другим, не столь необузданным ролям». Однако в результате ей так и не удаётся раскрыться полностью. С другой стороны, «мефистофельская игра Рейнса в роли злодея заставляет Дейвис выглядеть абсолютно инфантильно, а с точки зрения логики, абсурдно. В роли известного композитора с гедоническими наклонностями Рейнс рисует увлекательный портрет титанического эгоиста с некоторой порочной тягой к этой женщине». А циничный анализ женского поведения, который он столь экспрессивно излагает героине Дейвис, лишает её остатков привлекательности. Хенрейд же настолько флегматичен и помпезен в роли человека, за которого выходит героиня, что очевидным образом становится третичным персонажем в этом шоу фактически двух героев.
По словам Батлера, это «одна из тех картин, в которых Дейвис призвана благородно страдать и показывать в глазах глицериновые слёзы, неуверенно жестикулировать и запинаться, скрывая своё прошлое, чтобы в конце концов излить весь свой гнев самым беспощадным способом». Критик считает, что это далеко не выдающаяся работа Дейвис, тем не менее, она выполнена с шумом и страстью, чем вполне себя оправдывает. Этого нельзя сказать о Поле Хенрейде, игра которого безжизненна и раздражает. Далее Батлер пишет: «Совсем другое дело — Клод Рейнс. В то время, как Дейвис просто играет на публику, Рейнс выдаёт по-настоящему отличную игру. Он создаёт образ холодного и манипулирующего чудовища, при этом понимая, что лёгкий налёт теплоты и сдержанность, удерживающая пламя внутри вместо того, чтобы извергать его наружу, придают дополнительный интерес его персонажу». «TimeOut» отмечает, что Рейнс великолепен в роли безумного безнравственного композитора, который «подобно Свенгали манипулирует своей двуличной ученицей и виолончелистом-виртуозом, которому нужно новое сочинение Рейнса, чтобы сделать себе имя». Эриксон добавляет, что «Рейнс всегда великолепен при исполнении ролей сильных, интеллигентных мужчин, подчиняющих других своей воле, и его Холлениус — ещё то создание. Персонаж Рейнса получился самым интересным, и потому не удивительно, что поклонники считают, что он был лучшим в этой картине. Немногие актёры, даже Джордж Сэндерс или Клифтон Уэбб, способны создать столь мощный образ культурной жестокости».